# Édouard Boittelle
Pour les articles homonymes, voir Boittelle.
Édouard Boittelle est un homme politique français né le 9 novembre 1816 à Cambrai (Nord) et décédé le 25 août 1902 à Capens (Haute-Garonne).
Frère de Symphorien Boittelle, préfet de police, il est député du Nord de 1863 à 1864, siégeant dans la majorité soutenant le Second Empire.

## Sources
- « Édouard Boittelle », dans Adolphe Robert et Gaston Cougny, Dictionnaire des parlementaires français, Edgar Bourloton, 1889-1891 [détail de l’édition]